# Дейнекин, Вячеслав Гаврилович
Вячеслав Гаврилович Дейнекин (3 июля 1933 — ?) — советский футболист, центральный нападающий. Выступал в Высшей лиге СССР за команду «Крылья Советов» (Самара).
Воспитанник оренбургского футбола. В 1955—1958 годах выступал за армейские команды Чкалова и Куйбышева. В середине 1950-х годов приглашался в ЦДСА, однако в команду не перешёл. В середине сезона 1958 года перешёл в куйбышевские «Крылья Советов», игравшие в классе «А» чемпионата СССР.
В конце 1960 года перебрался в оренбургский «Локомотив», игравший в соревнованиях класса «Б». В 1961 году стал лучшим бомбардиром команды с 19 голами, что является вторым результатом за всю историю «Локомотива». В 1963 году перешёл в оренбургский «Спартак», где в том же году завершил карьеру.
Разноплановый нападающий: был способен нанести точный удар из-за пределов штрафной и сыграть во вратарской на опережение. За мощную фигуру получил прозвище «Слон».